# یوکی هایاشی (آهنگساز)
یوکی هایاشی (انگلیسی: Yuki Hayashi؛ زادهٔ ۳۱ دسامبر ۱۹۸۰) موسیقی‌دان، آهنگساز، تنظیم اهل ژاپن است.